# Parafia Narodzenia Najświętszej Maryi Panny w Poniecu
Parafia Narodzenia Najświętszej Maryi Panny – polska rzymskokatolicka parafia w Poniecu, należąca do dekanatu krobskiego w archidiecezji poznańskiej.

## Historia
Chrzest Polski w 966 roku nie od razu spowodował przejście na wiarę katolicką. Był to proces trudny i trwający przez lata. W okolice Ponieca pierwsi dotarli benedyktyni w II połowie XI wieku. Dzięki nim, na przełomie XI i XII wieku, został wybudowany drewniany kościół. Murowana natomiast świątynia została wzniesiona w 1309 roku. Była ona postawiona w miejscu dzisiejszego kościoła parafialnego. Na początku XIII wieku została powołana parafia w Poniecu, która należała do największych i najwcześniej powołanych w regionie. W 1410 roku obejmowała ona 18 miejscowości. Była zarazem bardzo bogatą parafią, co powodowało, że proboszczami zostawały znamienite i wpływowe osoby. W 1462 roku powiększono fundamenty pod kościołem parafialnym i sam kościół. W 1513 roku poniecki mieszczanin Michał Janassek ofiarował kościołowi parafialnemu ogród. W XVI wieku przez Europę zaczęła przelewać się fala reformacji, która nie ominęła również Ponieca i tutejszej parafii. W 1547 roku przybyła w okolice Ponieca liczna grupa protestantów, która otrzymała w posiadanie kościół parafialny. Jednak już w 1598 roku nowi właściciele miasta, Andrzej Roszkowski wraz z żoną Anną Rydzyńską, zwrócili kościół katolikom. W XVII wieku prowadzona była dalsza rozbudowa kościoła. Dobudowano drugą kaplicę, powstały nowe ołtarze, ponadto istniało wiele bractw, co świadczy o bogatym życiu religijnym wiernych należących do parafii. W 1854 roku proboszczem parafii został ksiądz Jan Respondek, który otwarcie i ostro stawał w obronie praw narodowych Polaków w zaborze pruskim. W XVIII wieku, po pożarze, kościół został odbudowany w stylu klasycystycznym, również wnętrze kościoła przebudowano w tym stylu. Taki wygląd świątyni parafialnej przetrwał do dziś. W czasie II wojny światowej parafia została przez hitlerowców rozwiązana, kościół zamknięty, a duchowni ponieccy wywiezieni do obozów koncentracyjnych. W 1945 roku parafia ponownie została powołana, a kościół oddany wiernym. Następne lata to kolejne remonty kościoła. W 1948 roku odnowiono kościół po wojennej dewastacji, w 1972 roku dokonano gruntownej restauracji wnętrza, w latach 80. XX wieku odnowiono elewację wieży, a w 1998 roku wyremontowano dach. Od 1.02.2023 proboszczem parafii jest ksiądz Bartosz Strugarek. 

## Kościoły filialne i kaplice[3]
- Kościół filialny Chrystusa Króla w Poniecu
- Kościół filialny św. Antoniego w Waszkowie
- Kaplica Matki Boskiej Częstochowskiej w Sarbinowie
- Kaplica bł. Karoliny Kózkówny w Rokosowie[4]
- Kaplica pałacowa w Luboni
- Kaplica przyszpitalna św. Stanisława Biskupa w Poniecu
- Kaplica Matki Bożej Fatimskiej w Poniecu
- Kaplica cmentarna w Poniecu

## Duszpasterze[5]
- ks. Bartosz Strugarek – proboszcz
- ks. Sławomir Kubiak– wikariusz

## Wspólnoty parafialne[6][7]
- Matki Różańcowe
- Ojcowie Różańcowi
- Parafialny oddział „Caritas”
- Chór kościelny „Cecylia”
- Koło Miłosierdzia Bożego
- Krąg Biblijny
- Oaza Rodzin
- Domowy Kościół
- Wspólnota Salezjańskiej Pielgrzymki Ewangelizacyjnej
- Katolickie Stowarzyszenie Młodzieży
- Młodzież Wincentyńska
- Lektorzy oraz Ministranci